# Крістофер Польхем
Крістофер Польхем (Пульхем, швед. Christopher Polhem, прослухати Christopher Polhemⓘ) — шведський науковець, винахідник і промисловець, який зробив помітний вклад у економічний і промисловий розвиток Швеції, зокрема у її гірництво. Його називають «батьком шведської механіки».

## Біографія
Кристофер Полхем народився на острові Готланд у невеличкому селі, розташованому на північному сході від міста Вісбю. Батько Польхема, Вольф Крістоф Польхаммер, походив з Австрії. Він переселився спочатку у Померанію, де був купцем і торгував з містом Вісбю, а згодом переселився у Вісбю, будучи хазяїном торговельного судна. Мати Польхема, Крістіна Еріксдоттер Шенінг була з міста Вадстена у ландскапі Естерйотланд. У Крістофера було щонайменше двоє братів — Йоган і Йонас.
Коли Крістоферу було 8 років, його батько помер, а мати вийшла заміж вдруге. Вітчим відмовив Польхему в допомозі в навчанні, його відправили жити до дядька у Стокгольм. Там він відвідував німецьку школу до 12 років, коли помер його дядько і він знову втратив можливість навчання.
У 1676 році, в 16 років Польхем влаштувався на роботу у маєток в околицях Стокгольма, де він працював протягом 10 років. Тут він облаштував майстерню, зробив інструменти й займався ремеством і ремонтом. 1685 року Польхем залишив маєток і переїхав на роботу у маєток біля парафії Сурунда на території сучасного ландскапу Седерманланд.
Маючи потяг до математики й механіки, Польхем зрозумів, що він не отримає подальшого навчання без знання латини. Самонавчання не дало бажаних результатів, Польхем зрозумів, що йому необхідний репетитор. В обмін на збирання годинника, він отримав уроки латини у місцевого вікарія.
Чутки про здібності Польхема розійшлися швидко і духівництвом Польхем був рекомендований професору математики Уппсальського університету Андерсу Споле. Споле, дід А. Цельсія, представив Польхему два поламаних годинники і запропонував навчання, якщо той впорається з ремонтом годинників. Польхем без утруднень відремонтував годинники й починаючи з 1687 року, у віці 26 років, відновив навчання. У автобіографії Польхем відзначав, що відправним пунктом у його кар'єрі був вдалий ремонт астрономічного годинника на кафедральному соборі Упсали роботи Петруса Астромуса, що понад як сторіччя залишався незавершеним і не працював.
1690 року Польхем був введений у склад Берг-колегії (колегії з гірничих справ). Тут він запропонував свій пристрій для транспортування і підйому руди, що повністю працював би від енергії водяного колеса. Вражений розробкою Польхема, король Швеції призначив йому премію і відправив на відому мідяну копальню Стура-Коппарберг у місті Фалун для покращення роботи на ній. Протягом 1694—1696 років Польхем на державний кошт відвідав Англію, Голландію, Францію й Німеччину, де вивчав гірську справу. Після повернення у Швецію він заснував у 1697 році першу школу для підготовки інженерів — Laboratorium mechanicum, а також заснував у Даларні мануфактуру з виробництва маятникових годинників і інших механічних пристроїв.
1691 року він одружився з Марією Хоффман. У них було двоє дітей — Габріела й Емерентіа.
1716 року він отримав від короля Швеції нобілітацію й змінив своє прізвище на Польхаммер, а пізніше — на Польхам.
Крістофер Польхам і його син Габріель були обрані членами Шведської академії наук у 1739 році, в рік її заснування.
Крістофер Польхем помер 30 серпня 1751 року у Стокгольмі.